# Суэцкий перешеек
Суэ́цкий переше́ек (араб. برزخ السويس‎, Барзах эс-Сувайс) соединяет Азию (Синайский полуостров) и Африку. Отделяет Красное море на юге от Средиземного на севере, минимальное расстояние между морями составляет 116 км. Находится на территории Египта.
Перешеек занимают песчаные и каменистые пустыни, почти лишённые растительности. В низинах расположены солончаки и солёные озёра, самым крупным из которых является Большое Горькое озеро; естественных источников пресной воды нет. 

## Суэцкий канал
В 1869 году на перешейке был сооружён Суэцкий канал. По нему проходит один из самых загруженных судоходных маршрутов в мире, который позволяет кораблям напрямую путешествовать между Средиземным морем и Индийским океаном, и имеет большое экономическое значение для Египта.